# 반 클라이번 국제 피아노 콩쿠르
반 클라이번 국제 피아노 콩쿠르(Van Cliburn International Piano Competition)은 반 클라이번에 의해 1962년에 시작된 미국의 국제 피아노 콩쿠르이다. 미국 텍사스주 포트워스에서 반 클라이번 재단에 의해 개최된다. 처음에는 텍사스 크리스천 대학교에서 열렸으나 2001년부터 베이스퍼포먼스홀에서 열린다. 미국의 피아니스트이자 1958년 차이콥스키 국제 콩쿠르 제1회 우승자인 반 클라이번의 이름을 따 붙여졌다.
반 클라이번 국제 피아노 콩쿠르는 미국 대통령의 취임식이 열리는 해에 맞춰 4년 단위로 개최된다. 우승자와 준우승자들은 상당한 상금과 더불어 세계적으로 유명한 콘서트홀에서 콘서트 투어를 할 수 있는 기회를 얻게 된다. 실제로 반 클라이번이 생전에 이 대회에서 심사위원직을 맡거나, 재정 지원을 제공하거나, 대회 운영에 관여한 적은 없지만, 정기적으로 참여자들의 공연에 참관했다고 한다.
참가자들은 제비뽑기로 공연 장소를 결정한다. 1997년부터 온라인 오디오 스트리밍을 시작했고, 2009년부터 웹캐스트에서 모든 공연을 생중계했다.

## 우승자
콩쿠르 참가자들은 최대 3개의 풀 리사이틀 프로그램, 신작 연주, 실내악, 협주곡 2개를 연주한다.
| 연도 | 금메달                           | 은메달                             | 동메달                |
| ---- | -------------------------------- | ---------------------------------- | --------------------- |
| 2022 | 임윤찬                           | 안나 게뉴시네                      | 드리트로 쵸니         |
| 2017 | 선우예권                         | 케네스 브로버그                    | 다니엘 수             |
| 2013 | 바딤 콜로덴코                    | 베아트리체 라나                    | 션 첸                 |
| 2009 | 쓰지이 노부유키하오첸 장         | 손열음                             | -                     |
| 2005 | 알렉상드르 코브린                | 조이스 양                          | 사 첸                 |
| 2001 | 스타니슬라프 이우데니치올가 케른 | 막심 필리포프안토니오 폼파발디i    | -                     |
| 1997 | 존 나카마츠                      | 야콥 카스만                        | 아비람 라이케르트     |
| 1993 | 사이먼 페드로니                  | 발레리 쿨레쇼프                    | 크리스토퍼 테일러     |
| 1989 | 알렉세이 술타노프                | 호세 카를로스 코카렐리             | 베네데토 루포         |
| 1985 | 호세 페갈리                      | 필립 비앙코니                      | 배리 더글라스         |
| 1981 | 앙드레미셸 슙                    | 파나이스 리라스산티아고 로드리게즈 | -                     |
| 1977 | 스티븐 드 그루                   | 알렉산드 토라제                    | 제프리 스완           |
| 1973 | 블라디미르 비아르도              | 크리스티안 자카리아스              | 미카엘 제임스 휴스턴  |
| 1969 | 크리스티나 오르티즈              | 노지마 미노루                      | 마크 웨스트콧         |
| 1966 | 라두 루푸                        | 배리 리 스나이더                   | 블랑카 우리베         |
| 1962 | 랄프 보타펙                      | 니콜라이 페트로프                  | 미하일 보스크레젠스키 |